# Caetano Veloso
Caetano Veloso (* 7. srpna 1942) je brazilský zpěvák a kytarista. Narodil se ve městě Santo Amaro da Purificação jako pátý ze sedmi sourozenců. Jeho mladší sestrou je zpěvačka Maria Bethânia. V roce 1967 vydal album Domingo, které bylo spoluprací se zpěvačkou Gal Costa. Později vydal řadu dalších alb, prvním sólovým počinem byla deska Caetano Veloso z následujícího roku. V roce 1990 získal italské ocenění Premio Tenco. Je držitelem řady dalších ocenění, včetně Grammy a Latin Grammy.